# 蚩尤冢 (汶上县)
蚩尤冢位于山东省济宁市汶上县南旺镇，是中国传说时代君主蚩尤的墓葬，亦是中国数个蚩尤墓之一。
《史记集解》、《水经》等一系列古文献，称“蚩尤冢在東平郡寿张县闞鄕城中，高七丈，民常十月祀之，有赤氣出如匹絳帛，民名爲蚩尤旗。肩髀冢在山陽鉅野縣重聚，大小與闞冢等。傳言黃帝與蚩尤戰於涿鹿之野，黃帝殺之，身體異處，故別葬之”。郡国志曰：“东平陆有阙亭，按东平陆在汶上阚城亭鲁诸公墓焉，即此地矣”。《中国帝王大辞典》、《辞源》等文献均有记载。
2006年12月7日，授予山东省文物保护单位，分类为古墓葬。今巨野县境内亦有蚩尤墓。